# Государственные награды Украины

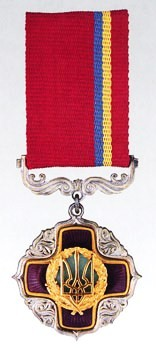
Почётный знак отличия Президента Украины (1992—1996) — первая государственная награда независимой Украины

Госуда́рственные награ́ды Украи́ны (укр. Державні нагороди України) — совокупность высших форм поощрения граждан Украины, иностранных граждан и лиц без гражданства «за выдающиеся заслуги в развитии экономики, науки, культуры, социальной сферы, защите Отечества, охране конституционных прав и свобод человека, государственном строительстве и общественной деятельности, другие заслуги перед Украиной». Основным документом регламентирующим государственные награды Украины является закон «О государственных наградах Украины» от 16 марта 2000 года.
Закон «О государственных наградах Украины» устанавливает общее положение, награды, права и обязанности награждённых, ответственность за нарушение закона и окончательное положение. Статут и положение каждой награды регламентируется указом президента Украины. Порядок представления к награждению и само награждение устанавливается указом Президента Украины «Про порядок представления и вручения государственных наград Украины» от 19 февраля 2003 года. Согласно 75 статье Конституции Украины изменения в закон может принять лишь Верховная Рада Украины.
На момент 2022 года законодательством Украины официально признано звание Герой Украины, 11 орденов (включая ордена «Золотая Звезда» и Государства), 4 медали, знак отличия «Именное огнестрельное оружие», 42 почётных звания (из них 4 «народных», 38 «заслуженных» званий и почётное звание «Мать-героиня») и 6 государственных премий. Согласно Конституции Украины (106 статья, 25 пункт), президент имеет право учреждать свои знаки отличия, которые, согласно 3 статье закона «О государственных наградах Украины», также являются государственными наградами. В период с 2000 года было учреждено 15 знаков отличия.

## История

#### Наградная система УНР

Орден «Железный крест» (УНР) — первая реализованная государственная награда Украины времён народной республики

Первые государственные награды УНР были введены в 1919 году Директорией. Однако первые попытки создать систему наград в народной республике предпринимались ещё в 1918 году Павлом Скоропадским, который на тот момент был главой украинского Гетманата. Так, под его началом была создана отдельная комиссия с изготовления военных орденов (орд. Ярослава Мудрого, св. кн. Ольги, архистратига Михаила, Железного креста, креста св. равноапостольного кн. Владимира, крест и звезда «Славы и возрождения Украины»). Но эти награды не были введены в наградную систему. 10 января 1919 года совет народных министров УНР принял постановление о будущих знаках отличия. 24 января 1919 года Директория УНР приняла соответствующий закон. В августе 1919 года Генеральный штаб армии УНР утвердил в своей наградной системе крест с 2-мя степенями и медаль 4-х степеней. 19 октября 1920 года главой команды войск УНР были учреждены 2 степени ордена Освобождения, «Железный крест» за поход и бои (16 декабря 1919 — 6 мая 1920, после мая 1920 года данный знак отличия получил название орден Железного креста армии УНР «За зимний поход»). Железный крест был первой реализованной государственной наградой в УНР. После прихода советской власти в Украину, правительство УНР оказалось в изгнании. Впоследствии учреждались новые награды, такие как: медаль «За освобождение Родины» (1921), «10 лет объединения украинских земель» (1929), крест, а впоследствии орден Симона Петлюры (1932), крест украинского казачества (с мечами и без них, президентом УНР в изгнании Андреем Ливицким, 1947), военный крест «40 лет возрождения Украинских Вооружённых Сил» (1953), крест «60 лет возрождения Украинских Вооружённых Сил» (1977), медаль «За ранения» (1980), крест «40 лет Украинской Национальной Армии» (1985).

#### Советский период

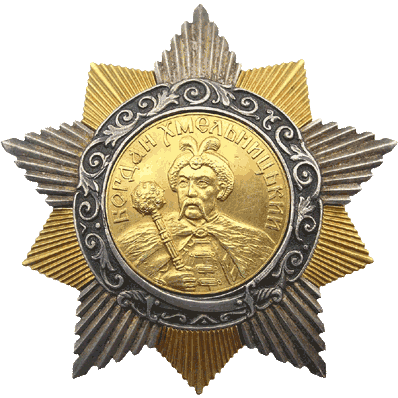
Орден Богдана Хмельницкого I степени (СССР) — государственная награда Советского Союза, единственный орден на аверсе которого есть надпись на украинском языке (укр. Богдан Хмельницький)

Советская наградная система также имела связь с Украиной и её историей. Так, например, в Украинской ССР на V съезде советов в Харькове было принято постановление «Про Красный орден Трудового Знамени». Таким образом, с 1921 по 1933 год в наградной системе УССР действовал свой собственный (республиканский), наряду со всесоюзным (введён в 1928 году), орден Трудового Красного Знамени. В 1925 году правительство Советского Союза приняло постановление об учреждении нового типа ордена Трудового Красного Знамени УССР в честь «завершения восстановления народного хозяйства», но награждений этим орденом не последовало. А в 1933 году ЦИК СССР постановлением «Про ордена Союза ССР и союзных республик, и нагрудные значки» отменил награждения республиканскими орденами, в том числе и украинским.
Во время Великой Отечественной войны для мотивации личного состава Красной Армии на подвиги советское правительство решило ввести ряд новых наград. Среди них оказался и орден Богдана Хмельницкого, названый в честь одного из самых известных военных и политических деятелей Украины (Запорожской Сечи) XVII столетия. Кроме того, в период той войны, а также после неё учреждались медали за оборону (взятие) конкретного города (региона). Подобные медали создавались и в честь обороны городов Украинской ССР или современной Украины: Киева, Одессы, Севастополя.
По окончании Великой Отечественной войны правительство Советского Союза поставило задачу восстановить разрушенные во время боевых действий шахты Донбасса. Таким образом, возникла потребность в отдельной награде за этот трудовой подвиг. В 1947 году указом Президиума Верховного Совета СССР учреждена медаль «За восстановление угольных шахт Донбасса». Всего за время награждения медаль вручили 46 350 раз. В период войны пострадала также и металлургическая промышленность. Поэтому за её восстановление, по окончании войны, также вручали отдельную награду — медаль «За восстановление предприятий чёрной металлургии Юга» (в том числе и регионов Украинской ССР, 68 710 награждений).
10 мая 1982 года указом Президиума ВС СССР в ознаменование юбилея города Киева была введена соответствующая награда — медаль «В память 1500-летия Киева».

#### После обретения независимости

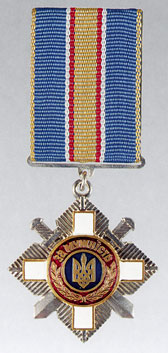
Знак отличия Президента Украины — крест «За мужество» (1995—1996)

После распада Советского Союза в поощрительной системе Украины остались награды, учреждённые указом Президиума Верховного Совета Украинской ССР «Про утверждение Положения о государственных наградах Украинской ССР». В их состав входили: почётные звания Украинской ССР, почётная грамота и грамота Президиума Украинской ССР. Первой наградой независимой Украины по указу действующего на тот момент президента Украины Леонида Кравчука стал «Почётный знак отличия президента Украины», который в 1996 году был заменён на знак отличия президента Украины — орден «За заслуги». В 1994 году была учреждена государственная премия Украины имени Александра Довженко, получившая статус знака отличия президента. Также существующие в период УССР республиканская премия имени Т. Г. Шевченко (1961), государственная премия УССР в области науки и техники (1969), государственная премия Украинской ССР по архитектуре (1988) получили статус знаков отличия — государственных премий с обновленным названием. В 1995 году второй Президент Украины Леонид Кучма учредил знак отличия президента Украины «За мужество» — звезда «За мужество» и крест «За мужество», которые в 1996 году были заменены на знак отличия президента Украины — орден «За мужество». В том же году был учреждён почётный знак — «Именное огнестрельное оружие».

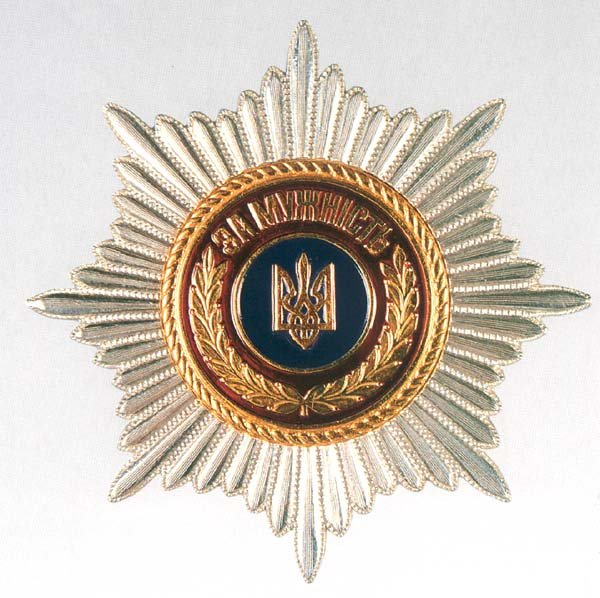
Знак отличия Президента Украины — звезда «За мужество» (1995—1996)

В 1996 году была принята новая Конституция Украины, которая сохранила за президентом право учреждать свои знаки отличия. С 1996 года по 2000 было учреждено 11 знаков отличия: орден «Золотая Звезда» и орден Государства Героя Украины, орден князя Ярослава Мудрого, орден «За заслуги» (соответствует почётному знаку отличия Президента Украины), орден Богдана Хмельницкого, орден «За мужество» (соответствует знаку отличия президента Украины «За мужество» — звезда «За мужество» и крест «За мужество»), орден княгини Ольги, медаль «За военную службу Украине», медаль «За безупречную службу», медаль «Защитнику Отчизны». Кроме них знаками отличия продолжили числиться «Именное огнестрельное оружие», существующие почётные звания (с последующими дополнениями) и государственные премии.
16 марта 2000 года Верховная Рада Украины приняла закон «О государственных наградах Украины». Благодаря этому закону знаки отличия президента Украины стали отдельными наградами, получивши новые названия: из уже имеющегося была убрана приставка «знак отличия президента Украины». Единственной наградой сохранившей статус знака отличия стала — Почётная Грамота Президента Украины за активную благотворительную деятельность в гуманитарной сфере. Знаки отличия остались в государственной наградной системе и действуют отдельно от закона. В период с 2000 по 2022 год были учреждены такие знаки отличия, как: медаль «За труд и доблесть» (2001), крест Ивана Мазепы (2009), юбилейная медаль «60 лет освобождения Украины от фашистских захватчиков» (2004), юбилейная медаль «20 лет независимости Украины» (2011), медаль «70 лет освобождения Украины от фашистских захватчиков» (2014), памятная медаль «25 лет вывода войск из Афганистана» (2014), юбилейная медаль «70 лет Победы над нацизмом» (2015), юбилейная медаль «25 лет независимости Украины» (2016), знак отличия президента Украины «За участие в антитеррористической операции» (2016) и знак отличия президента Украины «За гуманитарное участие в антитеррористической операции» (2016), национальная легенда Украины (2021), знак отличия Президента Украины «За участие в ликвидации последствий аварии на Чернобыльской АЭС» (учреждён в 2021, находится в разработке), Крест боевых заслуг (2022), знак отличия Президента Украины «За оборону Украины» (2022), отличие Президента Украины «Золотое сердце» (2022).
Первой наградой внесённой в закон после его принятия стал орден Данилы Галицкого, учреждённый в 2003 году. За ним была учреждена государственная премия Украины в области образования (2006). В 2008 году в закон внесли три награды: Орден Свободы, который стал высшей государственной наградой Украины, орден «За доблестный шахтёрский труд» и медаль «За спасённую жизнь». Последним орденом внесённым в закон стал орден Героев Небесной Сотни (2014), а последней наградой стала государственная премия Украины имени Мирослава Скорика (2021, находится в разработке).

## Список наград

### Легенда
В табличной форме представлены: звание Герой Украины, ордена, медали, знаки отличия президента, почётные звания и государственные премии, в том числе и упразднённые из перечня выше награды. Упразднённой в данном списке не считается награда, которая была не существенно переименована, изменена в своём физическом виде или перенесённая из статуса знака отличия президента в статус отдельной награды, согласно закону «О государственных наградах Украины» от 16 марта 2000 года.
- в первом — название награды в прямом переводе на русский язык;
- во втором — изображение аверса первой, единственной степени или нескольких вариаций первой степени награды;
- в третьем — количество степеней награды;
- в четвёртом — учредитель (государственное лицо или орган);
- в пятом — дата учреждения награды (для наград, которые стали прямыми приемниками советских, указана первоначальная (советская) дата учреждения);
- в шестом — причины по которым может быть присвоена награда;
- в седьмом — примечания: преемственность, особенности или другая информация.

В комментариях имеются дополнения.

### Герой Украины
Высшая форма отличия граждан Украины.
| Название                  | Изображение | Количество степеней | Учредитель        | Дата учреждения | Причины                                                                                              | Примечания   |
| ------------------------- | ----------- | ------------------- | ----------------- | --------------- | --- | ------------ |
| Миниатюра к обоим орденам |             | —                   | Президент Украины | 23 августа 1998 | «присваивается гражданам за совершение особого героического поступка или особые трудовые достижения» | [ 44 ] [ a ] |
| Орден «Золотая Звезда»    |             | —                   | Президент Украины | 23 августа 1998 | «за совершение особого героического поступка»                                                        | [ 44 ]       |
| Орден Государства         |             | —                   | Президент Украины | 23 августа 1998 | «за особые научные достижения»                                                                       | [ 44 ]       |

### Ордена Украины
Все ордена в данном списке представлены по своему старшинству.
| Название                              | Изображение | Количество степеней | Учредитель             | Дата учреждения  | Причины | Примечания |
| ------------------------------------- | ----------- | ------------------- | ---------------------- | ---------------- | --- | --- |
| Орден Свободы                         |             | —                   | Верховная рада Украины | 10 апреля 2008   | «для отличия выдающихся и особых заслуг граждан в утверждении суверенитета и независимости Украины, консолидации украинского общества, развитии демократии, социально-экономических и политических реформ, отстаивании конституционных прав и свобод человека и гражданина» | высшая государственная награда Украины |
| Орден князя Ярослава Мудрого          |             | 5                   | Президент Украины      | 23 августа 1995  | до 1998 являлся высшей степенью отличия, до 2008 года высшая государственная награда Украины «для награждения граждан за выдающиеся личные заслуги перед украинским государством в области государственного строительства, укрепления международного авторитета Украины, развития экономики, науки, образования, культуры, искусства, здравоохранения, за благотворительную, гуманистическую и общественную деятельность»                  | [ 48 ] |
| Орден «За заслуги»                    |             | 3                   | Президент Украины      | 22 сентября 1996 | «для награждения граждан за выдающиеся заслуги в экономической, научной, социально-культурной, военной, государственной, общественной и других сферах общественной деятельности» | преемник почётного знака отличия президента Украины, имеется вариант с мечами для награждение за боевые заслуги |
| Орден Богдана Хмельницкого            |             | 3                   | Президент Украины      | 3 мая 1995       | «для награждения граждан Украины за особые заслуги в защите государственного суверенитета, территориальной целостности, укреплении обороноспособности и безопасности Украины» | В советский период истории Украины также существовал орден Богдана Хмельницкого. Он был введён 10 октября 1943 года во время Великой Отечественной войны указом Президиума ВС СССР. Согласно статуту награды: «Орденом награждаются командиры и бойцы Красной Армии и Военно-Морского Флота, руководители партизанских отрядов и партизаны, проявившие особую решительность и умение в операциях по разгрому врага, высокий патриотизм, мужество и самоотверженность в борьбе за освобождение советской земли от немецких захватчиков». Особенностью ордена было то, что несмотря на статус полководческого, ним награждались также бойцы рядового состава Красной Армии и Флота, и партизаны. |
| Орден Героев Небесной Сотни           |             | —                   | Верховная Рада Украины | 1 июля 2014      | «для отличия лиц за гражданское мужество, патриотизм, отстаивание конституционных основ демократии, прав и свобод человека, активную благотворительную, гуманистическую, общественную деятельность в Украине, самоотверженное служение Украинскому народу, проявленные во время Революции достоинства (ноябрь 2013 — февраль 2014), других событий, связанных с защитой независимости, суверенитета и территориальной целостности Украины» | последний учреждённый в Украине орден |
| Орден «За мужество»                   |             | 3                   | Президент Украины      | 21 августа 1996  | «для награждения военнослужащих, сотрудников правоохранительных органов и иных лиц за личные мужество и героизм, проявленные при спасении людей, материальных ценностей во время ликвидации последствий чрезвычайных ситуаций, в борьбе с преступностью, а также в других случаях при исполнении воинского, служебного, общественного долга в условиях, связанных с риском для жизни»                                                      | преемник знака отличия президента Украины «За мужество» |
| Орден княгини Ольги                   |             | 3                   | Президент Украины      | 15 августа 1997  | «для награждения женщин за выдающиеся заслуги в государственной, производственной, гражданской, научной, образовательной, культурной, благотворительной и других сферах общественной деятельности, воспитании детей в семье» | единственная государственная награда Украины предназначенная исключительно для награждения женщин |
| Орден Данилы Галицкого                |             | —                   | Президент Украины      | 20 февраля 2003  | «для награждения военнослужащих Вооружённых сил Украины и иных воинских формирований, созданных в соответствии с законами Украины, Государственной специальной службы транспорта, Государственной службы специальной связи и защиты информации Украины, а также государственных служащих за значительный личный вклад в развитие Украины, добросовестное и безупречное служение Украинскому народу»                                        | имеет вариант с мечами для награждения за боевые заслуги |
| Орден «За доблестный шахтёрский труд» |             | 3                   | Верховная Рада Украины | 2 сентября 2008  | «для награждения граждан за выдающиеся трудовые достижения в добыче угля, железной руды, руды цветных и редких металлов, марганцевых и урановых руд, шахтостроении» | [ 56 ] |

### Медали Украины
Все медали в данном списке представлены по своему старшинству.
| Название                           | Изображение | Количество степеней | Учредитель        | Дата учреждения | Причины | Примечания |
| ---------------------------------- | ----------- | ------------------- | ----------------- | --------------- | --- | ---------- |
| Медаль «За военную службу Украине» |             | —                   | Президент Украины | 5 октября 1996  | «для награждения военнослужащих Вооружённых сил Украины и других воинских формирований, созданных в соответствии с законами Украины, а также Государственной специальной службы транспорта, Государственной службы специальной связи и защиты информации Украины, других лиц за мужество и отвагу, самоотверженные действия, проявленные при защите государственных интересов Украины» | [ 57 ]     |
| Медаль «За безупречную службу»     |             | 3                   | Президент Украины | 5 октября 1996  | «для награждения лиц офицерского состава и прапорщиков Вооружённых сил Украины, полицейских[1], Национальной гвардии Украины[2], Службы безопасности Украины, Службы внешней разведки Украины, Государственной службы специальной связи и защиты информации Украины, Государственной пограничной службы Украины, Государственной специальной службы транспорта, войск Гражданской обороны, которые достигли высоких показателей в боевой и профессиональной подготовке, являются образцом верности присяге и исполнения воинских (служебных) обязанностей, успешно руководят подчинёнными, образцово исполняют другие военные обязанности» | [ 58 ]     |
| Медаль «Защитнику Отчизны»         |             | —                   | Президент Украины | 8 октября 1999  | «для награждения ветеранов войны, членов семей погибших (умерших) ветеранов войны, членов семей погибших (умерших) Защитников и Защитниц Украины, лиц, участвовавших в освобождении Украины от фашистских захватчиков, и других граждан Украины за проявленное в защите государственных интересов личное мужество и отвагу, укрепление обороноспособности и безопасности Украины» | [ 59 ]     |
| Медаль «За спасённую жизнь»        |             | —                   | Президент Украины | 10 апреля 2008  | «для награждения граждан за спасение жизни человека, активную благотворительную, гуманистическую и другую деятельность по охране здоровья граждан, предотвращению несчастных случаев с людьми» | [ 60 ]     |

### Знаки отличия президента Украины
Все знаки отличия президента Украины в этом списке представлены по своему старшинству.
| Название                                                                                          | Изображение | Количество степеней | Учредитель        | Дата учреждения  | Причины | Примечания    |
| ------------------------------------------------------------------------------------------------- | ----------- | ------------------- | ----------------- | ---------------- | --- | ------------- |
| Крест боевых заслуг                                                                               |             | —                   | Президент Украины | 5 мая 2022       | «для награждения военнослужащих Вооружённых Сил Украины и других военных формирований, образованных в соответствии с законами Украины, за выдающуюся личную храбрость и отвагу или выдающийся геройский поступок при выполнении боевого задания в условиях опасности для жизни и непосредственного столкновения с противником» | [ 38 ]        |
| Крест Ивана Мазепы                                                                                |             | —                   | Президент Украины | 26 марта 2009    | «для награждения граждан за значительный вклад в возрождение национального культурно-художественного, духовного, архитектурного, военно-исторического наследия, заслуги в государственно-созидательной, дипломатической, гуманистической, научной, просветительской и благотворительной деятельности» | [ 27 ]        |
| Медаль «За труд и доблесть»                                                                       |             | —                   | Президент Украины | 16 мая 2001      | «для награждения граждан Украины за весомый личный вклад в развитие экономической, научно-технической, социально-культурной, военной, государственной, общественной и других сфер деятельности, многолетний добросовестный труд, образцовое исполнение служебных обязанностей» | [ 26 ]        |
| Юбилейная медаль «60 лет освобождения Украины от фашистских захватчиков»                          |             | —                   | Президент Украины | 17 сентября 2004 | «награждаются участники боевых действий во время Великой Отечественной войны» | [ 28 ]        |
| Медаль «70 лет освобождения Украины от фашистских захватчиков»                                    |             | —                   | Президент Украины | 28 октября 2014  | «награждаются участники боевых действий во время Великой Отечественной войны» | [ 30 ] [ b ]  |
| Юбилейная медаль «20 лет независимости Украины»                                                   |             | —                   | Президент Украины | 30 мая 2011      | «для отличия граждан по случаю 20-й годовщины независимости Украины за значительный личный вклад в становление независимости Украины, утверждение её суверенитета и укрепление международного авторитета, заслуги в государствообразующей, социально-экономической и общественно-политической деятельности, добросовестное и безупречное служение Украинскому народу» | [ 29 ]        |
| Юбилейная медаль «25 лет независимости Украины»                                                   |             | —                   | Президент Украины | 17 февраля 2016  | «для награждения граждан за выдающиеся личные заслуги в становлении независимой Украины, утверждении её суверенитета и укреплении международного авторитета, весомый вклад в государственное строительство, социально-экономическое, культурно-образовательное развитие, активную общественно-политическую деятельность, добросовестное и безупречное служение Украинскому народу» | [ 33 ]        |
| Памятная медаль «25 лет вывода войск из Афганистана»                                              |             | —                   | Президент Украины | 14 февраля 2014  | «для награждения участников боевых действий на территории Республики Афганистан в период 1979—1989 годов и инвалидов войны из их числа» | [ 31 ]        |
| Юбилейная медаль «70 лет Победы над нацизмом»                                                     |             | —                   | Президент Украины | 29 апреля 2015   | медалью «награждаются особы из числа: - участников боевых действий и инвалиды войны, которым этот статус предоставлен в соответствии с законом Украины „О статусе ветеранов войны, гарантии их социальной защиты“, принимавшие участие в боевых действиях, обороне, партизанском, подпольном движении против нацистской Германии и её союзников в годы Второй мировой войны; - бывших несовершеннолетние (которым на момент заключения не исполнилось 18 лет) узники концентрационных лагерей, гетто, других мест принудительного содержания, созданных нацистской Германией и её союзниками в период Второй мировой войны, а также дети, которые родились в указанных местах принудительного содержания их родителей; - бывших малолетние (которым на момент заключения не исполнилось 14 лет) узники концентрационных лагерей, гетто и других мест принудительного содержания, признанные инвалидами от общего заболевания, трудового увечья и по другим причина» | [ 32 ]        |
| Знак отличия президента Украины «За участие в антитеррористической операции»                      |             | —                   | Президент Украины | 17 февраля 2016  | «награждаются: - военнослужащие (резервисты, военнообязанные) и работники Вооруженных Сил Украины, Службы безопасности Украины, Национальной гвардии Украины, других образованных в соответствии с законами Украины военных формирований, полицейские, лица рядового, начальствующего состава, работники Министерства внутренних дел Украины, Государственной службы Украины по чрезвычайным делам ситуаций Государственной пенитенциарной службы Украины, которые защищали независимость, суверенитет и территориальную целостность Украины и принимали непосредственное участие в антитеррористической операции в Донецкой и Луганской областях, обеспечении её проведения, находясь непосредственно в районе проведения антитеррористической операции в период её проведения; - лица, ставшие инвалидами вследствие ранения, контузии или увечья, полученных при непосредственном участии в антитеррористической операции в Донецкой и Луганской областях, обеспечении её проведения, находясь непосредственно в районе проведения антитеррористической операции в период её проведения в составе образованных добровольческих формирований или самоорганизовались для защиты независимости, суверенитета и территориальной целостности Украины и выполняли задачи антитеррористической операции в Донецкой и Луганской областях по взаимодействию с Вооруженными Силами Украины, Министерством внутренних дел Украины, Национальной полицией Украины, Национальной гвардией Украины, другими образованными в соответствии с законами Украины военными формированиями, правоохранительными органами; - другие лица, принимавшие непосредственное участие в антитеррористической операции в Донецкой и Луганской областях, обеспечении её проведения, находясь непосредственно в районе проведения антитеррористической операции в период её проведения в составе добровольческих формирований, созданных или самоорганизовавшихся для защиты независимости, суверенитета и территориальной целостности Украины и в дальнейшем были включены в состав Вооруженных Сил Украины, Министерства внутренних дел Украины, Национальной гвардии Украины, других образованных в соответствии с законами Украины военных формирований, правоохранительных органов» | [ 34 ]        |
| Знак отличия президента Украины «За гуманитарное участие в антитеррористической операции»         |             | —                   | Президент Украины | 17 февраля 2016  | «награждаются работники предприятий, учреждений и организаций, другие лица, которые привлекались или добровольно обеспечивали проведение антитеррористической операции в Донецкой и Луганской областях, осуществляли волонтерскую деятельность, непосредственно находясь в районе проведения антитеррористической операции в период её проведения» | [ 35 ]        |
| Знак отличия Президента Украины «За оборону Украины»                                              |             | —                   | Президент Украины | 5 августа 2022   | «награждаются лица из числа: - военнослужащих и работников Вооруженных сил Украины, Национальной гвардии Украины, Службы безопасности Украины, Службы внешней разведки Украины, Государственной пограничной службы Украины, Государственной специальной службы транспорта, Государственной службы специальной связи и защиты информации Украины, Управления государственной охраны Украины, других образованных в соответствии с законами Украины военных формирований, сотрудников разведывательных органов, прокуроров, полицейских, лиц рядового и начальствующего состава службы гражданской защиты, уголовно-исполнительной службы, Государственного бюро расследований, Национального антикоррупционного бюро Украины, должностных лиц таможенных органов, работников Службы судебной охраны, членов добровольческих формирований территориальных общин, принимавших непосредственное участие в осуществлении мер, необходимых для обеспечения обороны Украины, в осуществлении мер по обеспечению обороны Украины, защиты безопасности населения и интересов государства в связи с широкомасштабной вооруженной агрессией Российской Федерации против Украины; - работников центральных и местных органов исполнительной власти, других государственных органов, органов местного самоуправления, предприятий, учреждений и организаций, которые привлекались непосредственно к выполнению задач по обеспечению осуществления мер по обеспечению обороны Украины, защите безопасности населения и интересов государства в связи с широкомасштабной вооруженной агрессией Российской Федерации против Украины, проявили при этом самоотверженность и внесли значительный личный вклад в укрепление обороны Украины; - лиц, осуществлявших волонтерскую деятельность или иным образом активно способствовавших выполнению задач, связанных с обеспечением осуществления мер по обеспечению обороны Украины, защиты безопасности населения и интересов государства в связи с широкомасштабной вооруженной агрессией Российской Федерации против Украины» | [ 39 ] [ c ]  |
| Знак отличия Президента Украины «За участие в ликвидации последствий аварии на Чернобыльской АЭС» | —           | —                   | Президент Украины | 14 декабря 2021  | «для отличия граждан, непосредственно участвовавших в ликвидации последствий аварии на Чернобыльской АЭС» знак отличия был основан президентом Украины 14 декабря 2021 года. К нему были разработаны рисунок награды и документ, а также условия установления. На момент августа 2022 года указом президента выше перечисленное не было принято | [ 37 ] [ 61 ] |
| Национальная легенда Украины                                                                      |             | —                   | Президент Украины | 14 июля 2021     | «для награждения граждан за выдающиеся личные заслуги в становлении независимой Украины, укреплении её государственности, защите Отечества и служении украинскому народу, весомый вклад в развитие национальной экономики, науки, образования, культуры, искусства, спорта, здравоохранения, а также за активную благотворительную и общественную деятельность» | [ 36 ]        |
| Отличие Президента Украины «Золотое сердце»                                                       |             | —                   | Президент Украины | 5 декабря 2022   | «награждаются граждане Украины, иностранцы и лица без гражданства, которые внесли весомый вклад в оказание волонтерской помощи и развитие волонтерского движения, в частности во время осуществления мероприятий по обеспечению обороны Украины, защиты безопасности населения и интересов государства в связи с военной агрессией Российской Федерации против Украины и преодоления её последствий» | [ 40 ]        |

20 июля 1999 года был учреждён знак отличия президента Украины — Почётная Грамота Президента Украины за активную благотворительную деятельность в гуманитарной сфере.

### Отличие «Именное огнестрельное оружие»
| Название                     | Изображение | Количество степеней | Учредитель        | Дата учреждения | Причины | Примечания                   |
| ---------------------------- | ----------- | ------------------- | ----------------- | --------------- | --- | ---------------------------- |
| Именное огнестрельное оружие |             | —                   | Президент Украины | 29 апреля 1995  | «для награждения офицерского состава Вооруженных сил Украины, Государственной пограничной службы Украины, других военных формирований, образованных согласно законам Украины, Службы безопасности Украины, Службы внешней разведки Украины, Государственной службы специальной связи и защиты информации Украины, а также Государственной специальной службы транспорта, Бюро экономической безопасности Украины, имеющих офицерское звание полицейских и государственных служащих за выдающиеся заслуги в обеспечении обороноспособности Украины, неприкосновенности её государственной границы, поддержании высокой боевой готовности войск, укреплении национальной безопасности, борьбе с преступностью, защиты конституционных прав и свобод граждан, безупречную многолетнюю службу, образцовое исполнение воинской и служебной обязанности, обнаруженные при этом честь и доблесть» | наградной пистолет «Форт-12» |

### Почётные звания Украины
| Название                | Изображение | Количество степеней                                          | Учредитель             | Дата учреждения                                     | Причины | Примечания          |
| ----------------------- | ----------- | ------------------------------------------------------------ | ---------------------- | --------------------------------------------------- | --- | ------------------- |
| Почётные звания Украины |             | 4 «народных», 37 «заслуженных» званий, звание «Мать-героиня» | Верховная Рада Украины | 7 мая 1981 (с последующими введениями новых званий) | «присваиваются за личные заслуги перед Украинским государством гражданам, работающим в соответствующей отрасли экономической или социально-культурной сфере, как правило, не менее десяти лет, которые имеют высокие трудовые достижения и профессиональное мастерство» | [ 62 ] [ 63 ] [ d ] |

### Государственные премии Украины
Ниже представлен список государственных премий Украины.
| Название                                                 | Изображение | Количество степеней | Учредитель                            | Дата учреждения  | Причины | Примечания                                                        |
| -------------------------------------------------------- | ----------- | ------------------- | ------------------------------------- | ---------------- | --- | ----------------------------------------------------------------- |
| Национальная премия Украины имени Тараса Шевченко        |             | —                   | Совет министров Украинской ССР        | 20 мая 1961      | «за выдающиеся произведения литературы и искусства, публицистики и журналистики, которые являются вершинным духовным достоянием Украинского народа, утверждают высокие гуманистические идеалы, обогащающие историческую память народа, его национальное сознание и самобытность, направленные на создание государства и демократизацию украинского общества» | преемник республиканской премии имени Т. Г. Шевченко (УССР)       |
| Национальная премия Украина имени Бориса Патона          |             | —                   | Верховная рада Украины                | 15 апреля 2021   | - «за выдающиеся научные исследования, способствующие дальнейшему развитию гуманитарных, естественных и технических наук, положительно влияющие на общественный прогресс и утверждают высокий авторитет отечественной науки в мире; - за разработку и внедрение новой техники, материалов и технологий, новых способов и методов лечения и профилактики заболеваний, отвечающих уровню мировых достижений; - за работы, которые вносят значительный вклад в решение проблем охраны окружающей среды и обеспечения экологической безопасности» | преемник государственной премии Украины в области науки и техники |
| Государственная премия Украины в области архитектуры     |             | —                   | ЦК КП Украины и Совета Министров УССР | 12 апреля 1988   | «за создание выдающихся жилищно-гражданских и промышленных архитектурных комплексов, зданий и сооружений, работы в области градостроительства, ландшафтной архитектуры, благоустройство городов и поселков, реставрации памятников архитектуры и градостроительства, научные труды по теории и истории архитектуры, имеющие важное значение для дальнейшего развития отечественной архитектуры и градостроительства, и получившие широкое общественное признание»                                                                             | преемник государственной премии Украинской ССР по архитектуре     |
| Государственная премия Украины имени Александра Довженко |             | —                   | Президент Украины                     | 10 сентября 1994 | «за выдающийся вклад в развитие украинского киноискусства» | [ 70 ] [ 71 ]                                                     |
| Государственная премия Украины в области образования     |             | —                   | Верховная рада Украины                | 21 сентября 2006 | «за выдающиеся достижения в области образования, в номинациях: - дошкольное и внешкольное образование; - общее среднее образование; - профессиональное (профессионально-техническое) образование, профессиональное высшее образование; - высшее образование; - научные достижения в области образования» | [ 65 ] [ 66 ]                                                     |
| Государственная премия Украины имени Мирослава Скорика   | —           | —                   | Верховная рада Украины                | 24 сентября 2021 | «за весомый вклад в развитие музыкального искусства Украины и внедрение новейших незаурядных практик в композиторской, исполнительской, музыковедческой деятельности» | [ e ] [ 42 ]                                                      |

### Упразднённые награды
| Название                                                              | Изображение | Количество степеней | Учредитель                           | Дата учреждения     | Причины | Примечания |
| --------------------------------------------------------------------- | ----------- | ------------------- | ------------------------------------ | ------------------- | --- | --- |
| Почётный знак отличия президента Украины                              |             | —                   | Президент Украины                    | 18 августа 1992     | «награждать граждан за личные заслуги в развитии суверенного, демократического государства, развития экономики, науки и культуры Украины, за активную миротворческую, благотворительную, милосердную, общественную деятельность» | преемственность передана знаку отличия президента Украины — ордену «За заслуги»                                                          |
| Знаки отличия президента Украины «За мужество» — звезда «За мужество» |             | —                   | Президент Украины                    | 29 апреля 1995 года | «награждать граждан Украины за личное мужество и отвагу, проявленные в защите государственных интересов Украины, конституционных прав и свобод человека, исполнении военного, служебного и гражданского долга» | преемственность передана знаку отличия президента Украины — ордену «За мужество»                                                         |
| Знаки отличия президента Украины «За мужество» — крест «За мужество»  |             | —                   | Президент Украины                    | 29 апреля 1995 года | «награждать граждан Украины за личное мужество и отвагу, проявленные в защите государственных интересов Украины, конституционных прав и свобод человека, исполнении военного, служебного и гражданского долга» | преемственность передана знаку отличия президента Украины — ордену «За мужество»                                                         |
| Государственная премия Украины в области науки и техники              |             | —                   | ЦК КП Украины и Совет Министров УССР | 23 апреля 1969      | - «за выдающиеся научные исследования, способствующие дальнейшему развитию гуманитарных, естественных и технических наук, положительно влияющие на общественный прогресс и утверждающие высокий авторитет отечественной науки в мире; - за разработку и внедрение новой техники, материалов и технологий, новых способов и методов лечения и профилактики заболеваний, отвечающих уровню мировых достижений; - за работы, которые вносят значительный вклад в решение проблем охраны окружающей природной среды и обеспечения экологической безопасности» | преемник государственной премии УССР в области науки и техники; преемственность передана национальной премии Украины имени Бориса Патона |

## Правила расположения и ношения наград
Награды в данных списках представлены по старшинству (с верху вниз), каждая в своей категории.

#### На орденской цепи
- Орден князя Ярослава Мудрого I степени[48]

#### На шейной ленте
- Орден Свободы[47]
- Орден князя Ярослава Мудрого II III степени[48]
- Орден «За заслуги» I степени[49]
- Орден Богдана Хмельницкого I степени[50]
- Орден «За мужество» I степени[53]

#### На левой стороне груди
- Орден «Золотая Звезда», Орден Государства Героя Украины, или же их миниатюра[44]
- Знак отличия президента Украины Крест боевых заслуг[38]
- Орден князя Ярослава Мудрого IV, V степени[48]
- Орден «За заслуги» II, III степени[49]
- Орден Героев Небесной Сотни[46]
- Орден «За мужество» II, III степени[53]
- Орден княгини Ольги I, II, III степени[54]
- Орден Данилы Галицкого[55]
- Знак отличия президента Украины — Крест Ивана Мазепы[27]
- Орден «За доблестный шахтёрский труд» I, II, III степени[56]
- Медаль «За военную службу Украине»[57]
- Медаль «За безупречную службу» I, II, III степени[58]
- Медаль «Защитнику Отчизны»[59]
- Медаль «За спасённую жизнь»[60]
- Знак отличия президента Украины — Медаль «За труд и доблесть»[26]
- Знак отличия президента Украины — Юбилейная медаль «60 лет освобождения Украины от фашистских захватчиков»[28]
- Знак отличия президента Украины — Юбилейная медаль «20 лет независимости Украины»[29]
- Знак отличия президента Украины — Юбилейная медаль «25 лет независимости Украины»[33]
- Знак отличия президента Украины — Памятная медаль «25 лет вывода войск из Афганистана»[31]
- Знак отличия президента Украины — Медаль «70 лет освобождения Украины от фашистских захватчиков»
- Знак отличия президента Украины — Юбилейная медаль «70 лет Победы над нацизмом»[32]
- Знак отличия Президента Украины «За участие в антитеррористической операции»[34]
- Знак отличия Президента Украины «За гуманитарное участие в антитеррористической операции»[35]
- Знак отличия Президента Украины «За оборону Украины»[39]

#### На левой стороне груди ниже наград
- Звезда Ордена князя Ярослава Мудрого І, ІІ степени[48]
- Звезда Ордена «За заслуги» І степени[49]
- Звезда Ордена «За мужество» І степени[53]
- Знак отличия Президента Украины «Национальная легенда Украины»[36]
- Отличие Президента Украины «Золотое сердце»[40]

#### На правой стороне груди
- Орден Богдана Хмельницкого ІІ, ІІІ степени[50]
- Нагрудный знак к почётному званию Украины
- Нагрудный знак к государственным премиям Украины[66][71]

#### На плечевой наградной ленте через правое плечо (ниже банта)
- Звезда ордена князя Ярослава Мудрого І степени для ношения на плечевой ленте[50]

К ордену «Золотая Звезда» и ордену Государства Героя Украины предусмотрена миниатюра, которая располагается выше всех наград с левой стороны. Миниатюры имеют также орден князя Ярослава Мудрого І, ІІ, ІІІ степени, орден «За заслуги», знак отличия Президента Украины «Крест боевых заслуг», знак отличия президента Украины — «25 лет независимости Украины», знак отличия Президента Украины «Национальная легенда Украины», знак отличия Президента Украины «За оборону Украины». Для знаков отличия Президента Украины «За участие в антитеррористической операции» и «За гуманитарное участие в антитеррористической операции» предусмотрены значки, которые носятся вместо награды на левой стороне груди. Для знака отличия Президента Украины «За оборону Украины» предусмотрен значок-розетка для ношения на повседневной гражданской одежде.

#### Комментарии
1. ↑  Миниатюра «Герой Украины» — это общий знак к обоим орденам данной награды.
2. ↑  Положение о данной награде не устанавливает старшинство, поэтому в списке она расположена в логическом порядке, после юбилейной медали «60 лет освобождения Украины от фашистских захватчиков».
3. ↑  Имеет два варианта: для награждения за боевые и гражданские заслуги. На изображении представлены оба варианта аверса данной награды.
4. ↑  На изображении представлены аверсы трёх почётных званий Украины: — народный артист, народный архитектор и народный художник.
5. ↑  Экскиз знака премии находится в разработке.
6. ↑  Учреждённые одним указом, оба знака отличия фактически являлись I и II степенью одной награды, где согласно статуту первой являлась звезда, а второй крест.